# Peter Frampton

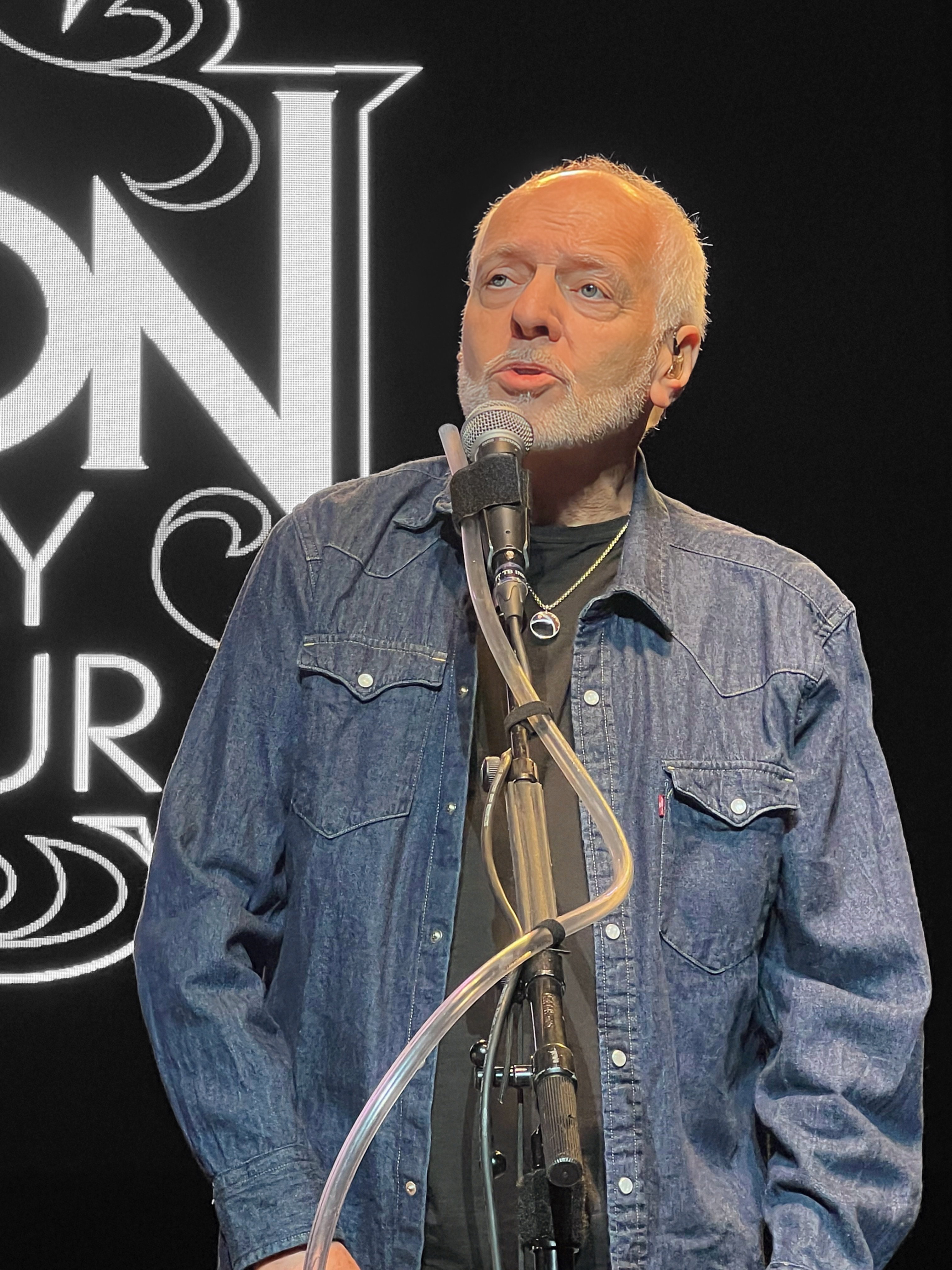
Peter Frampton mit Talkbox am Mikrofon (2024)

Peter Kenneth Frampton (* 22. April 1950 in Beckenham (London Borough of Bromley), Vereinigtes Königreich) ist ein britischer Rockmusiker, der seine größten Erfolge in den 1970er Jahren hatte.

## Künstlerisches Schaffen
Im Alter von neun Jahren spielte Peter Frampton die Gitarre bei der Gruppe The Truebeats. Bekannt wurde der Gitarrist dann als Mitglied der Rockband The Herd. Er spielte mit Steve Marriott (von den Small Faces) bei Humble Pie und auf Alben von Harry Nilsson und George Harrison. Sein erstes Soloalbum war 1972 Wind of Change. Neben Gitarre spielt er auch Keyboards, Sitar und Schlagzeug.
Framptons Durchbruch als Solist war das sechsfache Platin-Album Frampton Comes Alive! (1976) mit den Hits Do You Feel Like We Do; Baby, I Love Your Way und Show Me the Way. Mit diesem Album prägte er den für ihn charakteristischen Gitarrensound durch Verwendung der sogenannten Talkbox, eines Effektgeräts, mit dem er seinen Gitarrenklang mittels eines Schlauchs in seinem Mund modulierte.
Nach seinem nächsten Album I’m in You hatte Frampton einen schweren Autounfall auf den Bahamas. 1978 spielte er neben den Bee Gees in der Verfilmung von Sgt. Pepper’s Lonely Hearts Club Band; der Film war ein großer Misserfolg.
In den 1980er Jahren kehrte Frampton zur Musik zurück, konnte jedoch nicht mehr an seine früheren Erfolge anknüpfen. 1987 tourte er mit David Bowie, dessen Schulfreund er war, und in den 1990er Jahren in Ringo Starrs All Starr Band zusammen mit Gary Brooker (Procol Harum), Jack Bruce (Cream) und Simon Kirke (Free und Bad Company). Nachdem er 1997 bei Grand Funk Railroad gespielt hatte, erschien 1999 der Konzertmitschnitt Live in Detroit als DVD-Video und Audio-CD. Mit Bill Wyman und den Rhythm Kings tourte er ab 2000 immer wieder durch Europa.
Zum 25-jährigen Jubiläum des Erscheinens von Frampton Comes Alive! wurde das Album 2001 sowohl auf Doppel-CD, SACD und auch auf DVD-Audio in der kompletten Konzertfassung mit allen damals gespielten Titeln herausgebracht.
Seine jüngeren Alben sind Now von 2003 und Fingerprints, das 2006 veröffentlicht wurde. Mit dem Song Do You Feel Like We Do trat Frampton 2006 zusammen mit Ringo Starr im bis dahin größten Rock-Pop-Konzert in Los Angeles vor 260.000 Zuschauern auf. Am 27. April 2010 erschien sein Album Thank You Mr. Churchill. Im Sommer 2010 ging Frampton – teilweise gemeinsam mit Yes – auf US-Tournee durch mehrere Städte. Anfang 2011 startete Frampton eine Europa-Tour, die ihn mehrmals auch nach Deutschland führte. 2013 trat er als Special Guest bei den Konzerten von Deep Purple auf.
Seine Tochter Mia Rose Frampton ist als Schauspielerin tätig.

## Diskografie
Studioalben

| Jahr | Titel Musiklabel                                               | Höchstplatzierung, Gesamtwochen, AuszeichnungChartplatzierungen (Jahr, Titel, Musiklabel, Platzierungen, Wochen, Auszeichnungen, Anmerkungen) | Höchstplatzierung, Gesamtwochen, AuszeichnungChartplatzierungen (Jahr, Titel, Musiklabel, Platzierungen, Wochen, Auszeichnungen, Anmerkungen) | Höchstplatzierung, Gesamtwochen, AuszeichnungChartplatzierungen (Jahr, Titel, Musiklabel, Platzierungen, Wochen, Auszeichnungen, Anmerkungen) | Höchstplatzierung, Gesamtwochen, AuszeichnungChartplatzierungen (Jahr, Titel, Musiklabel, Platzierungen, Wochen, Auszeichnungen, Anmerkungen) | Höchstplatzierung, Gesamtwochen, AuszeichnungChartplatzierungen (Jahr, Titel, Musiklabel, Platzierungen, Wochen, Auszeichnungen, Anmerkungen) | Anmerkungen                                                                   |
| Jahr | Titel Musiklabel                                               | DE | AT | CH | UK | US | Anmerkungen                                                                   |
| ---- | -------------------------------------------------------------- | --- | --- | --- | --- | --- | ----------------------------------------------------------------------------- |
| 1972 | Wind of Change A&M Records                                     | — | — | — | — | US177 (6 Wo.)US | Erstveröffentlichung: 26. Mai 1972                                            |
| 1973 | Frampton’s Camel A&M Records                                   | — | — | — | — | US110 (22 Wo.)US | Erstveröffentlichung: 20. Oktober 1973                                        |
| 1974 | Somethin’s Happening A&M Records                               | — | — | — | — | US125 (9 Wo.)US | Erstveröffentlichung: 24. März 1974                                           |
| 1975 | Frampton A&M Records                                           | — | — | — | — | US32 Gold · (64 Wo.)US | Erstveröffentlichung: 3. März 1975 Verkäufe: + 500.000                        |
| 1977 | I’m in You A&M Records                                         | DE37 (2 Wo.)DE | — | — | UK19 Silber · (10 Wo.)UK | US2 Platin · (32 Wo.)US | Erstveröffentlichung: 28. Mai 1977 Verkäufe: + 3.000.000                      |
| 1979 | Where I Should Be A&M Records                                  | — | — | — | — | US19 Gold · (16 Wo.)US | Erstveröffentlichung: 30. Mai 1979 Verkäufe: + 520.000                        |
| 1981 | Breaking All the Rules A&M Records                             | — | — | — | — | US43 (13 Wo.)US | Erstveröffentlichung: 14. Mai 1981                                            |
| 1982 | The Art of Control A&M Records                                 | — | — | — | — | US174 (8 Wo.)US | Erstveröffentlichung: 3. August 1982                                          |
| 1986 | Premonition Virgin Records                                     | — | — | — | — | US80 (14 Wo.)US | Erstveröffentlichung: 13. Januar 1986                                         |
| 1989 | When All the Pieces Fit Atlantic Records                       | — | — | — | — | US152 (6 Wo.)US | Erstveröffentlichung: 8. Januar 1989                                          |
| 1994 | Peter Frampton Sony Music Entertainment                        | DE89 (3 Wo.)DE | — | — | — | — | Erstveröffentlichung: 25. Januar 1994                                         |
| 2003 | Now Universal Music Group                                      | — | — | — | — | — | Erstveröffentlichung: 25. August 2003                                         |
| 2006 | Fingerprints A&M Records                                       | — | — | — | — | US129 (2 Wo.)US | Erstveröffentlichung: 12. September 2006 Grammy (Best Pop Instrumental Album) |
| 2010 | Thank You Mr. Churchill Universal Music Group                  | — | — | — | — | US154 (1 Wo.)US | Erstveröffentlichung: 27. April 2010                                          |
| 2014 | Hummingbird in a Box: Songs for a Ballet Universal Music Group | — | — | — | — | — | Erstveröffentlichung: 27. Juli 2014                                           |
| 2016 | Acoustic Classics Universal Music Group                        | — | — | — | — | — | Erstveröffentlichung: 26. Februar 2016                                        |
| 2019 | All Blues Universal Music Group                                | — | — | CH75 (1 Wo.)CH | — | US183 (1 Wo.)US | Erstveröffentlichung: 7. Juni 2019 als Peter Frampton Band                    |
| 2021 | Frampton Forgets the Words Universal Music Group               | — | — | CH72 (1 Wo.)CH | — | — | Erstveröffentlichung: 23. April 2021 als Peter Frampton Band                  |

grau schraffiert: keine Chartdaten aus diesem Jahr verfügbar

### Mit The Herd
- 1967: Paradise Lost
- 1968: From the Underworld

### Mit Humble Pie
- 1969: As Safe As Yesterday Is
- 1969: Town and Country
- 1970: Humble Pie
- 1971: Performance: Rockin’ the Fillmore (Live)
- 1971: Rock On
- 1975: The Crust of Humble Pie

## Fernsehauftritte
- 1996 Gastauftritt bei den Simpsons[8]
- 2000 Gastauftritt in dem Kinofilm Almost Famous – Fast berühmt als Roadmanager seiner eigenen Band Humble Pie.
- 2001 Gastauftritt bei Family Guy
- 2001 Gastauftritt bei Drew Carey's Back-To-School Rock 'N' Roll Comedy Hour
- 2014 House Band Musiker bei The Night That Changed America: A Grammy Salute to The Beatles
- 2019 Gastauftritt bei Madam Secretary S05E11